# Natalja V. Metlova
Natalja Vitalevna Metlova (ryska: Наталья Витальевна Метлова), en rysk-sovjetisk astronom.
Minor Planet Center listar henne som N. V. Metlova och som upptäckare av en asteroid.

## Supernova upptäckta av Natalja V. Metlova
| SN 1987 F [A]                                   | 2 april 1987 |
| Upptäckt tillsammans med: A Thomas Schildknecht |              |

## Asteroid upptäckt av Natalja V. Metlova
| 3044 Saltykov [A]                                | 2 september 1983 |
| Upptäckt tillsammans med: A Nikolaj E. Kurotjkin |                  |